# 旺文社 でる順
旺文社 でる順（おうぶんしゃ でるじゅん）は、IEインスティテュートより発売されているニンテンドーDS用コンピュータ教育ゲームのシリーズ。

## タイトルリスト
- 旺文社 でる順 国語DS（2007年5月31日発売）
- 旺文社 でる順 地理DS（2007年5月31日発売）
- 旺文社 でる順 公民DS（2007年10月11日発売）
- 旺文社 でる順 算数DS（2007年10月11日発売）
- 旺文社 でる順 理科DS（2009年8月13日発売）
- 旺文社 でる順 歴史DS（2009年8月13日発売）
- 古文漢文DS（2009年11月5日発売）
- 数学マスターDS（2009年11月5日発売）